# Гюнтер фон Вюлерслебен
Гюнтер фон Вюлерслебен (на немски: Gunther von Wüllersleben) е осмият Велик магистър на рицарите от Тевтонския орден. Посветен е във въоръжено монашество преди 1215 г., когато вече служи в основното седалище на тевтонците в Акра и е близък с предшествениците си великите магистри Херман и Хайнрих. През периода 1228-1230 Гюнтер фон Вюлерслебен е орденсмаршал.